# HD 35588
HD 35588，又名BD+00 1056，SAO 112752、HR 1803，是一颗恒星，视星等为6.16，位于銀經202.31，銀緯-18.71，其B1900.0坐标为赤經5h 20m 38.5s，赤緯+0° -18.71′ 52″。